# Rebecca Romero
Rebecca Romero MBE (Carshalton, Gran Londres, 24 de juny de 1980) és una remadora i ciclista britànica. Ha guanyat Campionats del món i medalles olímpiques en les dues especialitats.
Romero es va especialitzar de jove en el rem i va guanyar una medalla d'argent als Jocs Olímpics d'Atenes en la prova de Quàdruple Scull. També aconseguí el Campionat del món, l'any següent, en la mateixa especialitat.
El 2006 va decidir deixar el rem i dedicar-se al ciclisme, concretament a la pista. El seu major èxit va ser la medalla d'or aconseguida als Jocs Olímpics de Pequín de 2008 en Persecució individual. Aquell mateix any també es va proclamar Campiona del Món en Persecució i Persecució per equips.

## Palmarès en rem
- 2004
  -  Medalla de plata als Jocs Olímpics del 2004 en Quàdruple Scull (amb Alison Mowbray, Debbie Flood i Frances Houghton)
- 2005
  - Campiona del món en Quàdruple Scull (amb Sarah Winckless, Katherine Grainger i Frances Houghton)

## Palmarès en ciclisme
- 2006
  -  Campiona del Regne Unit en contrarellotge
- 2007
  -  Campiona del Regne Unit en persecució
- 2008
  -  Medalla d'or als Jocs Olímpics del 2008 en Persecució individual
  -  Campiona del món de Persecució
  -  Campiona del món de Persecució per equips (amb Wendy Houvenaghel i Joanna Rowsell)

### Resultats a laCopa del Món
- 2007-2008
  - 1a a Copenhaguen, en Persecució